# 饭富虎昌
飯富虎昌（1504年－1565年11月11日）是日本戰國時代的武將。甲斐國武田氏重臣。父親是飯富道悦或飯富源四郎。
從武田信虎時期已經擔任武田家的譜代家老，領有信濃國佐久郡內山城。
飯富氏出自甲斐源氏，屬於源義家的四男義忠的兒子飯富忠宗的後裔；亦有出身於古代的多氏一說。

## 生平

### 信虎時代
在永正元年（1504年）出生（有異說）。永正12年（1515年）10月17日，飯富道閲在與西郡的國人大井信達戰鬥時，與兒子「源四郎」一同戰死（『勝山記』），一說指飯富源四郎才是虎昌和山縣昌景兄弟的父親。
享祿4年（1531年），與今井信元和栗原兵庫等人一同向武田信虎舉起反旗，但是在投降後被原諒並臣從於信虎。天文5年（1536年），在北條氏綱侵攻駿河國時，與信虎一同作為今川氏的援軍參戰並大破北條軍。天文7年（1538年），與諏訪賴滿和村上義清的連合軍戰鬥，以寡兵數度擊破連合軍，並取下97個首級而立下軍功。
天文10年（1541年），與武田家的宿老和有力國人板垣信方、甘利虎泰一同擁立信虎的嫡男晴信，並把信虎追放到駿河，以後成為武田家的宿老並仕於晴信。

### 信玄時代

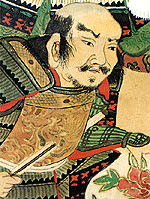
武田二十四将圖其中一部份（武田神社所藏品）

天文17年（1548年），在信方和虎泰於上田原之戰中戰死後，成為武田軍團中的核心。
天文22年（1553年），在自身守備的內山城被長尾景虎（上杉謙信）和村上義清的8千士兵圍困時，以8百兵力將其擊退。永祿4年（1561年），在第4次川中島之戰中，擔任攻擊妻女山的別働隊大將等，以重臣身份為武田氏的發展盡力，而且還被信玄任命為嫡男義信的傅役（後見人）等，作為武田氏第一宿老而相當有份量。

### 義信事件
不過，義信和信玄之間的關係不佳（『甲陽軍鑑』）。在對今川氏的方針上，父子之間的對立加深後，在義信企圖謀反時被捕（告密者是弟弟（一說指是外甥）三郎兵衛，即後來的山縣昌景），在永祿8年（1565年）10月19日負起責任而自殺。享年62歲。墓所在山梨縣甲斐市龜澤（舊中巨摩郡敷島町）的天澤寺。
關於處刑日期，平山優在2001年推測是在永祿8年9月至10月期間；丸島和洋在2006年根據高野山成慶院的『甲斐國供養帳』的記載，死忌是永祿8年10月15日。
此後，飯富家斷絶，家臣團中的山縣氏由弟弟三郎兵衛繼承。

## 子孫
兒子有昌時，在義信事件後，依靠與武田氏有親戚關係的公家三條家並改姓古屋氏。另外，在天文22年（1553年）9月的第一次川中島之戰中，被派遣前往救援受長尾氏侵攻的信濃國苅屋原城的「飯富左京亮」，與在天文20年（1551年）殺死東條氏的「飯富藤藏（稻藏）」是同一人物，被認為是虎昌的兒子。飯富左京亮在永祿2年（1559年）的相模國後北條氏的『小田原眾所領役帳』中，被記載為「他國眾」。

## 自殺原因
虎昌的自殺理由有諸種説法：
- 三郎兵衛的說法指謀反的計劃是由虎昌策劃；
- 為了包庇義信，自認是首謀者；
- 反對信玄的信濃經略和與上杉謙信的數度抗爭；
- 還有因為在武田家中持有很大勢力，以義信事件為契機的信玄藉此來肅清虎昌

穴山信君的弟弟信嘉（信邦）亦因此事遭到連座而切腹，所以亦可能是對親今川派國人的反擊。

## 人物
- 仕於武田信虎和武田信玄兩代而成為宿老中的宿老，因為剛勇而被稱為甲山之猛虎，是敵方甚至己方都對其恐懼的猛將，被列為武田二十四將之一。

- 率領的部隊全員都穿著赤紅色的軍裝，作為武田的赤備，成為精強武田軍團的代名詞。後來由弟弟山縣昌景開始，井伊直政和真田信繁（幸村）等人亦有使用赤備的軍裝。

## 登場作品
電視劇
- 天與地（1969年，NHK大河劇，演員：高橋昌也）
- 武田信玄（1988年，NHK大河劇，演員：兒玉清）
- 風林火山（2007年，NHK大河劇，演員：金田明夫）

## 外部連結
- 武家家伝＿飯富氏 （页面存档备份，存于）